# Город и его ненадёжные стены
«Город и его ненадёжные стены» — роман японского писателя Харуки Мураками, опубликованный в 2023 году. Краткое описание на обложке издания гласит: «Чистый, 100-процентный мир Мураками, который потрясает душу». Сюжет романа берёт за основу одноимённый рассказ, опубликованный Мураками в журнале «Бунгакукай» в 1980 году.
Книга поступила в продажу в Японии 13 апреля 2023 года.

## Сюжет
Роман состоит из трёх частей.
Окружённый стеной город. Главный герой, мужчина-рассказчик, ищет девушку из подросткового возраста и перемещается между реальным миром и фантастическим. Во второй части повествования он устраивается на работу заведующим библиотекой в маленьком городке Фукусима, где по ходу истории встречает своего загадочного предшественника и мальчика-подростка. Роман следует за персонажем, охватывая его жизнь от юности до среднего возраста. В третьей части история возвращается в город-крепость.

## Восприятие
Книга получила в целом одобрительные, но сдержанные оценки профессиональных рецензентов в Японии. «Прошло 43 года с момента выхода оригинальной работы, которая была одной из первых, в которой исследовались тревога и одиночество современных людей, которые хранят в своих сердцах отдельное „я“, — пишет критик Ёсинори Симидзу для Nikkei, — и такое ощущение, что эта книга пытается дать нам смелость прорваться сквозь стены наших сердец».

## Переводы
Перевод романа на английский язык — «The City and Its Uncertain Walls» — планирует выпустить издательство Penguin Books в ноябре 2024 года, переводчик Филипп Гэбриел.
Перевод на сербский: «Град и његове несталне зидине», переводчик Дивна Глумац.